# 法尼醇
法尼醇（英语：farnesol），又称合金欢醇，是一种天然15碳的无环倍半萜醇。化学式：C15H26O。标准状态下为无色油状液体，具有脂溶性。不溶于水，但可与油形成胶束。
法尼醇在动植物体内由异戊二烯得到，其磷酸酯衍生物可能是所有无环倍半萜衍生物的原料。这些十五碳衍生物耦合得到生物合成类固醇的前体—鲨烯。
法尼醇同时也是重要的有机合成原料。

## 用途
法尼醇存在于许多动植物精油成分中，如香茅油、橙花油、仙客来油、晚香玉油、月季油、麝香油、香树脂和吐鲁香等。其常作用提甜香和花香型香水的增香剂，通过充当的助溶剂调节呈味物质的挥发性，以此来增强香水的气味，特别用于淡紫色香水中。
法尼醇被用作化妆品中的除臭剂。 但受到限制，因为有些人可能会对它过敏。
法尼醇是一种天然除螨剂，同时也是几种昆虫的信息素，如蜜蜂等。
1994年，美国政府批准了一份由美国五大烟草公司提交的559种烟草添加剂清单，其中法尼醇作为香精就包括在内。

## 自然来源和合成
法尼醇由动植物体内异戊二烯合成，由焦磷酸牻牛儿酯与异戊烯基焦磷酸反应得到倍半萜中间体法尼基焦磷酸。法尼基焦磷酸通过氧化就得到法尼烯、法尼醇等倍半萜。

法尼基焦磷酸

工业上合成法尼醇可用芳樟醇为原料得到。

## 历史
法尼醇从花朵提取物中发现并作为香水原料有很长的历史。其名字约在1900-1905年期间确立，源于法尔内塞金合欢树（英语：Farnese acacia，学名：Vachellia farnesiana）。在法尼醇这一物质被确认时，该树的花是花香型香味物质的商业来源。此外，该树的名字源自意大利著名法尔内塞家族的红衣主教奥多阿尔多·法尔内塞（意大利语：Odoardo Farnese. 1573-1626）命名的。该家族从1550年到17世纪在罗马的法尔内塞花园中保留了一些最早的欧洲私人植物园，这种植物本身是从加勒比海和中美洲被带到法尔内塞花园的。因此法尼醇的英语“farnesol”是由"farnese"与表示醇的词缀"-ol"得到。

## 生物功能
法尼醇被白色念珠菌作为群体感应分子，用于抑制丝状化。

## 研究
法尼醇作为潜在的治疗帕金森病药物而被研究。在实验室和小鼠模型研究中，法尼醇抑制了锌指蛋白ZNF746（即PARIS，一种在帕金森患者大脑中堆积的蛋白质）在细胞中的堆积造成的不利影响。